# Амелин, Алексей Владимирович
Алексей Владимирович Амелин (род. 5 апреля 1984, Тула) — российский футбольный судья.

## Биография
Профессиональную карьеру начал в 2009 году, работая ассистентом на матчах ПФЛ. В качестве главного судьи дебютировал в ПФЛ 25 апреля 2010 года в матче 2-го тура «Ника» Москва — «Знамя Труда» (0:3), в котором показал 4 предупреждения и назначил пенальти. С 2017 года обслуживал также матчи ФНЛ.
В сентябре 2019 года Амелин впервые был включён в список судей Премьер-лиги, став лишь вторым представителем Тулы в высшей лиге после Геннадия Куличенкова. Дебютировал в Премьер-лиге 1 августа 2021 года в матче 2-го тура «Урал» — «Нижний Новгород» (1:1) и обошёлся без дисциплинарных санкций. При этом на 85-й минуте на стадионе погасло освещение, из-за чего арбитру пришлось ненадолго прервать матч.